# Джерсійська капуста

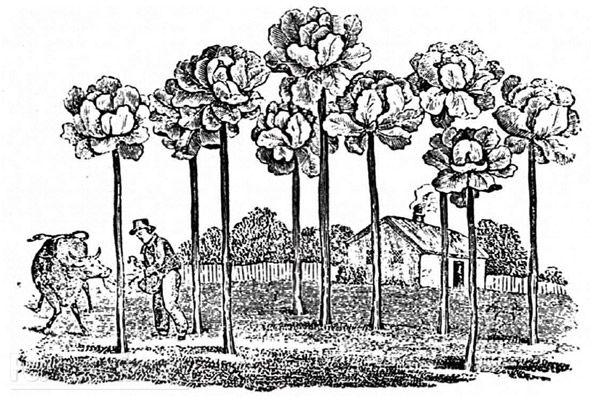
Джерсійська капуста, ілюстрація з The Farmer's Magazine, 1836.

Джерсійська капуста (Brassica oleracea longata) — це різновид капусти, родом із Нормандських островів, яка виростає на велику висоту. Раніше зазвичай використовувалася у тій місцевості як корм для худоби та для виготовлення палиць. Вона також відома як «коров'яча капуста» , а також під різними місцевими назвами, такими, як гігантська капуста, довга капуста, капуста-дерево, а також нормандсько-французькою мовою chour та chou à vacque (капуста для корів).
«Джерсійська капуста» має довге стебло, яке зазвичай сягає від 1.8 до 3 метрів у висоту і може виростати до 5.5-6 метрів. Історично з стебла виготовляли палиці, яких на початку 20 століття продавалося 30 000 на рік, багато йшли на експорт. Їх також використовували для огорожі та як крокви. Значна частина стебла — гола; остров'яни знімали листя, щоб підкреслити цей ефект і спонукати його рости без скручування, покривали стебло лаком, і створювали ручку, термічно обробляючи і згинаючи кінець кореня, або висаджуючи під кутом, щоб отримати природно зігнутий корінь.
Нижнє листя згодовували худобі (один сорт у Португалії вирощували спеціально для цієї мети), і, як повідомляється, цей корм був дуже цінним: у 1836 році The Farmer's Magazine заявив, що п'ять рослин могли б служити кормом для 100 овець або 10 корів. За чутками, вівці, яких годували такою капустою, давали шовковисту вовну до 64 см в довжину. Розкрита капуста у верхній частині порівняно невелика: «розмір капусти у верхній частині був настільки малим, що здавалося, що природа намагалася переконати, нібито це стебло, а не капуста».
Зараз цю рослину рідко вирощують на Нормандських островах, за винятком годування кроликів, хоча Філіп і Жаклін Джонсони досі культивують її для виготовлення палиць, які були показані в серіалі BBC One Countryfile у січні 2010 р.